# Morne Balisier
Morne Balisier är ett berg i Martinique.  Det ligger i den nordvästra delen av Martinique, 18 km norr om huvudstaden Fort-de-France. Toppen på Morne Balisier är 586 meter över havet